# Plano (Trogir)
Plano falu Horvátországban Split-Dalmácia megyében. Közigazgatásilag Trogirhoz tartozik.

## Fekvése
Trogir központjától 5 km-re északkeletre, Dalmácia középső részén, a Trogirból Splitbe menő 8-as számú főúttól északra, a Pantan-patak mellett fekszik. Itt ágazik le az Adriaparti főútról a Prgomet és az A1-es autópálya felé menő út.

## Története
Plano területe már az ókorban is lakott volt. Itt vezetett át a Salonából Traguriumba, a mai Trogirba menő római út. A településtől keletre a Bijaća-hegy lábánál található a Bijaći régészeti lelőhely, ahol római veteránok településének maradványai kerültek elő. Az 1902 és 1905 közötti feltárások során megtalálták annak a Szent Márta tiszteletére szentelt háromhajós ókeresztény bazilikának a maradványait is, melyet a források már a 9. században említenek. Az eredeti bazilikát még valószínűleg a 6. században építették, ezt azonban valószínűleg a 7. században beözönlő pogány avarok és szlávok lerombolták. Később a középkor folyamán ennél valamivel kisebb, de szintén háromhajós templomot építettek. Ezt a templomot 892-ben említik először „ecclesia Sanctae Marthae martyris” alakban. Néhány horvát szerző azt állítja, hogy a 7. század óta egészen Zvonimir király uralkodásáig itt állt a horvát uralkodók palotája is, ahol a régi horvát országgyűléseket is tartották. Eszerint erről a helyről erősítette volna meg I. Trpimir horvát fejedelem 852-ben elődjének Mislav fejedelemnek a spliti érsekségnek kiadott adománylevelét, melyben a horvátok népnevét „Dux Chroatorum” alakban először említi. Plano 1948-tól számít önálló településnek. A település lakossága 2011-ben 553 fő volt, akik a turizmus mellett mezőgazdaságból (szőlő-, füge, és olívatermelés) éltek. Planón működik az Adria kartongyár, van alkatrészboltja, vendéglője, pizzériája és két vegyesboltja is. A sportolást sportközpont és tornaterem szolgálja.

## Lakosság
| Lakosság változása | Lakosság változása | Lakosság változása | Lakosság változása | Lakosság változása | Lakosság változása | Lakosság változása | Lakosság változása | Lakosság változása | Lakosság változása | Lakosság változása | Lakosság változása | Lakosság változása | Lakosság változása | Lakosság változása | Lakosság változása |
| ------------------ | ------------------ | ------------------ | ------------------ | ------------------ | ------------------ | ------------------ | ------------------ | ------------------ | ------------------ | ------------------ | ------------------ | ------------------ | ------------------ | ------------------ | ------------------ |
| 1857               | 1869               | 1880               | 1890               | 1900               | 1910               | 1921               | 1931               | 1948               | 1953               | 1961               | 1971               | 1981               | 1991               | 2001               | 2011               |
| 0                  | 0                  | 0                  | 0                  | 0                  | 0                  | 0                  | 0                  | 178                | 178                | 183                | 210                | 276                | 281                | 417                | 553                |

(1948-tól önálló településként.)

## Nevezetességei
Bijaći régészeti lelőhely római település és a 9. századi háromhajós Szent Márta bazilika maradványaival. A régészeti feltárások 1902 és 1905, valamit 1967 és 1970 között folytak. A feltárás során megtalálták a cibórium és a templom melletti nyolcszögletű keresztelőmedence töredékeit, melyet ezek alapján rekonstruálni is tudtak. Előkerült a kapuzat feliratos szemöldökköve Gumpert diakónus nevével. Ma a romok mellett egy egyszerű, kisméretű Szent Márta templom áll.
Szent Euszták tiszteletére szentelt gótikus, egyhajós temploma a Krban-hegy tetején található. A templomot félköríves apszissal, jól látható helyen emelték ott, ahonnan a trogiri falvak területe jót belátható. A templom az 1348-as nagy pestisjárványtól való megszabadulás után fogadalomból épült, Dujmo Mihovil Celio és Jakov Petrov Sus trogiri nemesek kezdeményezésére. A török megszállás és a karbantartás hiánya miatt már a 17. században nagyon elhanyagolt állapotban volt. A régészeti kutatás után az elpusztult fatetőt rekonstruálták, és a talált gótikus „MATHEUS” feliratot a templom belsejébe vitték.